# FunLearn
FunLearn是一個於2010年成立，採用Discuz!架構的網路論壇，站內免費提供國中和高中課程內容的網路影音教學，並設有討論區作為學生和義務性解題的駐站教師討論學科問題的平台，主要服務社群為台灣地區之中學學生。但也有少部分的大陸學生註冊使用。約在2017年中開始就連不上網站，2018年7月27日，FunLearn官方主機正式退役。
網路影音教學的來源，主要是學校老師、補習班老師，自發性的無償參與，包括pengtitus、洪安、賴方、李鋒、三坪、劉靜、CHT、高至豪等人，合力製作出數百支的影音課程
但仍然遠遠不足以涵蓋國高中的課程所需，因此此網站在倒站前仍然持續在招募老師參與錄製。
但近年因 Facebook 等社群網站成為學生新寵，FunLearn漸漸沒落，並於2018年中即開始連接不上網站。

## 網站沿革
- 2007年，高至豪創辦台大FunLearn網站，主要貢獻者為洪文璞、賴浩詮，為FunLearn網站前身。
- 2009年，因為團員畢業找工作，台大FunLearn遂停止運作。
- 2010年，高至豪獨自出資，成立FunLearn網站，為國高中生提供互動平台服務。根據高至豪所言，未來開始營利之後，會有分紅、配股的願景。

## 主要功能

### 網路影音教學
目前Funlearn網站中錄製收集了國中和高中數學、物理、化學、生物等科目的教學影片與相對應的講義內容，每份課程依照單元歸於不同討論頁，使用者可從站內下載教師提供的講義後連結至Youtube觀賞一系列的影音內容。
- 國中數學影音區
- 國中理化影音區
- 國中生物影音區
- 其他課程影音區

- 高中數學影音區
- 高中物理影音區
- 高中化學影音區

### 學科討論區
學科討論區的目的在於提供學生學業方面問題解決和資訊分享的平台，並獲得與駐站教師和其他網友討論問題的機會，論壇內支援Latex方程式輸入模式，以利數理方面的討論進行。對於網友的提問，經網站審核過的版主將選出最佳解答為問題結案，獲的最佳解答者也將獲得積分獎勵。原本網站在國中基測、大學學測、和大學指考的所有科目都已經設有對應的討論區，但部分版面乏人問津，常造成即使有人發問卻仍遲遲等不到解答的狀況。
- 國中國文討論區
- 國中英文討論區
- 國中數學討論區
- 國中理化討論區
- 國中地理討論區
- 國中歷史討論區
- 國中公民討論區
- 國中生物討論區
- 國中地科討論區

- 高中國文討論區
- 高中英文討論區
- 高中數學討論區
- 高中物理討論區
- 高中化學討論區
- 高中地理討論區
- 高中歷史討論區
- 高中公民討論區
- 高中生物討論區
- 高中地科討論區

### 其他討論區
除了以上兩項主要功能，該站亦設立了題庫蒐集區、升學資訊討論區等與教育相關的版面供網友分享、討論相關訊息。另外類似深藍論壇，會員也可申請其他如音樂等其他和考試學科較無關係的其他領域討論區。
- 台灣國中高中題庫區
- 台灣升學資訊討論區
- 大陸初中高中題庫區
- 大陸升學資訊討論區
- 家教媒合討論區
- 教育問題討論區

- 心理情緒討論區
- 音樂討論區
- 視覺藝術討論區
- 動漫討論區
- 兩性感情討論區
- 校外活動資訊討論區
- 哲學討論區

## 外部連結
- FunLearn網站